# David Spergel
David Nathaniel Spergel (Rochester, Nova Iorque, 25 de março de 1961) é um astrofísico estadunidense.

## Condecorações
- 1994 Prêmio de Astronomia Helen B. Warner
- 2010 Prêmio Shaw com Charles Leonard Bennett e Lyman Page
- 2015 Prêmio Dannie Heineman de Astrofísica

## Obras
- David Spergel u.a.: First-Year Wilkinson Microwave Anisotropy Probe (WMAP) Observations: Determination of Cosmological Parameters. In: The Astrophysical Journal Supplement Series. Band 148, 2003, S. 175–194, Abstract
- David Spergel u.a.: Three-Year Wilkinson Microwave Anisotropy Probe (WMAP) Observations: Implications for Cosmology. In: The Astrophysical Journal Supplement Series. Band 170, 2007, S. 377–408, Abstract
- David Spergel u.a.: Seven-Year Wilkinson Microwave Anisotropy Probe (WMAP) Observations: Cosmological Interpretations. In: The Astrophysical Journal Supplement Series. Band 192, 2011, S. 18,  Abstract
- David Spergel u.a.: Nine-Year Wilkinson Microwave Anisotropy Probe (WMAP) Observations: Cosmological Parameter Results. In: The Astrophysical Journal Supplement Series. 2012, Preprint